# Västlig snårtangara
Västlig snårtangara (Calyptophilus tertius) är en fågel i den nybildade familjen snårtangaror inom ordningen tättingar. Fågeln förekommer endast på ön Hispaniola i Västindien och är utrotningshotad.

## Utseende och läten
Västlig snårtangara är liksom dess nära släkting östlig snårtangara (Calyptophilus frugivorus) en 17–20 cm lång, egenartad, tvåfärgad tätting med lång och något rundad stjärt, rätt lång och spetsig näbb samt kraftiga fötter och ben. Ovansidan är mörkbrun, undersidan vit. På tygeln och vingknogen syns en gul fläck. Jämfört med östlig snårtangara är den störrem med mycket längre stjärt. Vidare saknar den gul ögonring och ovansidan liksom stjärten är mörkare, den förra gråare och den senare kastanjebrun. Sången beskrivs i engelsk litteratur som ett vackert visslande "chip-chip-swerp-swerp-swerp" och lätet ett vasst "check".

## Utbredning och systematik
Fågeln förekommer enbart i bergstrakter på södra Haiti ( (Massif de la Hotte och Massif de la Selle) samt närliggande sydvästra Dominikanska republiken (Sierra de Bahoruco). Den behandlas som monotypisk, det vill säga att den inte delas in i några underarter. Tidigare behandlades västlig och östlig snårtangara, men betraktas idag som två skilda arter baserat på morfologiska och genetiska skillnader.

### Familjetillhörighet
Snårtangarorna har traditionellt placerats i familjen tangaror (Thraupidae). DNA-studier visar dock att de troligen tillhör en egen utvecklingslinje i en karibisk grupp som även inkluderar "tangarorna" i Nesospingus, Spindalis och Phaenicophilus samt de båda "skogssångarna" Microligea och Xenoligea.

## Status
Västlig snårtangara är en fåtalig art, med en uppskattad världspopulation på endast mellan 6 700 och 13 300 vuxna individer. Den tros också minska till följd av habitatförlust. Internationella naturvårdsunionen IUCN bedömer den därför vara hotad och placerar den i hotkategorin sårbar.